# Nuages de Magellan
Pour les articles homonymes, voir Magellan.

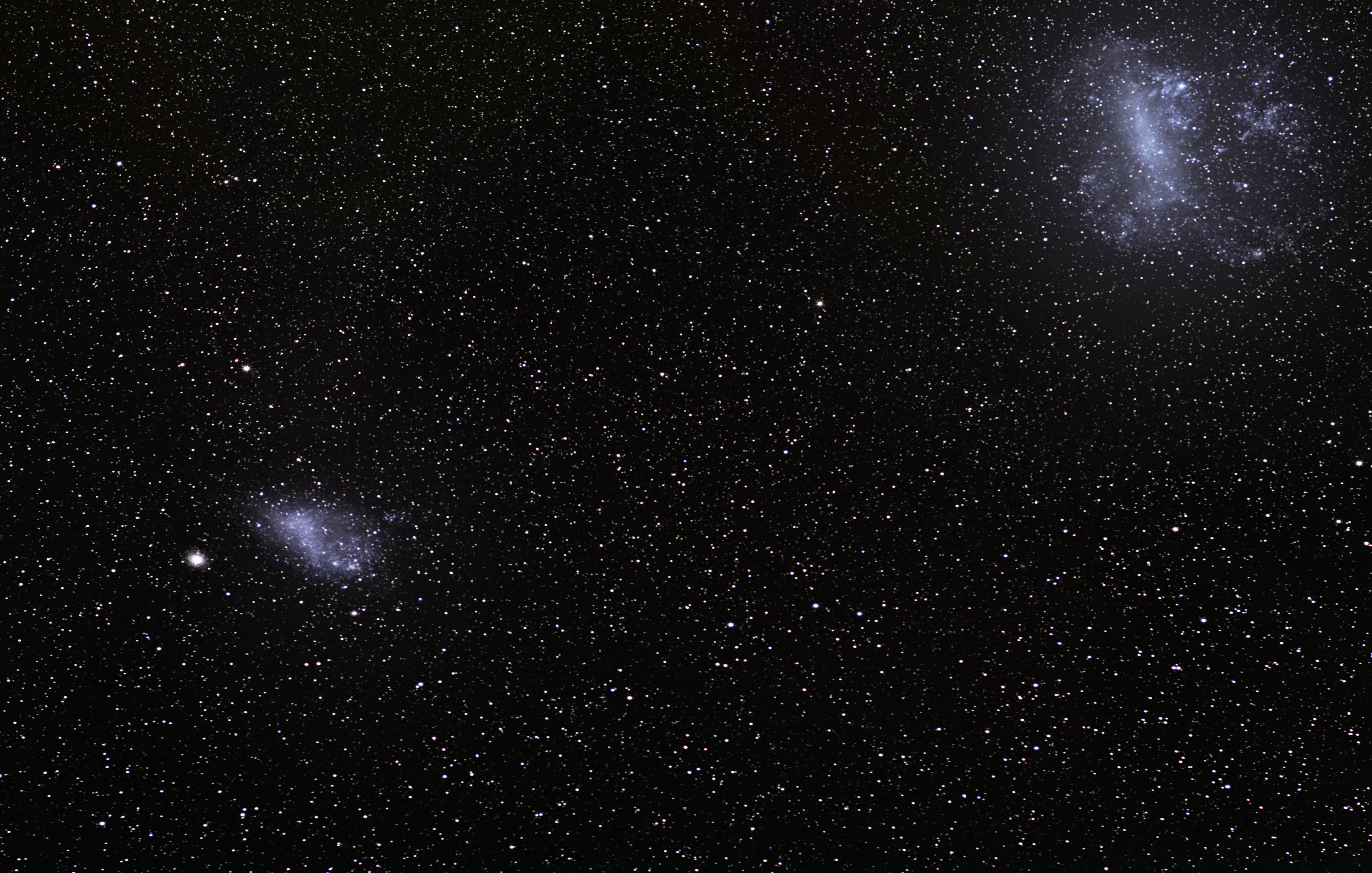
Le Petit Nuage de Magellan (à gauche) et le Grand Nuage de Magellan (à droite) vus depuis l'Observatoire européen austral.

Les Nuages de Magellan forment un groupe de deux galaxies naines irrégulières du Groupe local et voisines de la Voie lactée dont elles sont probablement des satellites. Apparentés à des galaxies spirales magellaniques de type SB(s)m, il s'agit, d'une part, du Grand Nuage de Magellan, situé à environ 157 000 années-lumière (48,5 kpc),, du Soleil dans les constellations de la Dorade et de la Table, et, d'autre part, du Petit Nuage de Magellan, situé à environ 197 000 années-lumière (61 kpc) dans la constellation du Toucan. Séparés dans le ciel par un angle d'environ 21°, ils sont distants l'un de l'autre d'environ 75 000 années-lumière (23 kpc). Ils ont longtemps été considérés comme les objets extragalactiques les plus proches de la Voie lactée, jusqu'à la découverte en 1994 de la galaxie naine du Sagittaire, trois fois plus proche.
Les Nuages de Magellan sont les objets du ciel profond remarquables de l'hémisphère sud. À l'œil nu, ils ressemblent à des fragments de la nuée d'étoiles qui se seraient séparés de la Voie lactée. Dans le Grand Nuage de Magellan, des étoiles cent fois plus massives que le soleil percent le halo de la nébuleuse de la Tarentule, l'une des plus actives pouponnières stellaires au voisinage de notre galaxie. Gaz et poussières d'étoiles ayant explosé y constituent la matière de nouvelles étoiles. Le Petit Nuage fabrique encore de nouvelles étoiles par intermittence ; certaines sont nées il y a à peine quelques centaines de millions d'années. Quant au Grand Nuage, c'est une véritable usine à étoiles.
Ils étaient certainement connus depuis des temps très anciens par les habitants de l'hémisphère sud. La première mention du Grand Nuage de Magellan est due à l'astronome perse Al-Soufi en 924 ; dans son Livre des étoiles fixes, il l'appelle Al Bakr (le bœuf blanc) et précise qu'il est invisible depuis le nord de l'Arabie ou de Bagdad mais visible depuis le détroit de Bab el Mandeb à 12°15 de latitude nord. En Europe, c'est sans doute Amerigo Vespucci qui fait part le premier de ses observations et Pierre Martyr d'Anghiera qui s'en fait l'écho dès 1504. L'identification formelle est le fait du voyage de Fernand de Magellan (1519-1522) au cours duquel ces galaxies sont de nouveau observées. Voilà comment Antonio Pigafetta le rapporte dans sa relation de voyage : « Le pôle Antarctique n'est pas tant étoilé comme est l'Arctique. Car on y voit plusieurs étoiles petites congrégées ensemble, qui sont en guise de deux nues un peu séparées l'une de l'autre, et un peu offusquées, au milieu desquelles sont deux étoiles non trop grandes ni moult reluisantes et qui petitement se meuvent. »
Des indices suggèrent désormais clairement que les nuages de Magellan ont toujours mené une existence bien plus indépendante que supposée. D'abord, ils sont beaucoup plus lumineux que les autres galaxies satellites de notre Voie lactée – au point d'attirer l'attention d'observateurs dépourvus d'instrument optique. Ils sont brillants car ils sont proches de nous et contiennent un grand nombre d'étoiles. Les satellites connus de la Voie lactée abritent chacun jusqu'à 10 millions d'étoiles. Le Petit Nuage de Magellan en renferme quelque 3 milliards, et le Grand, peut-être 30 milliards. Ensuite, les nuages ne ressemblent pas aux galaxies naines sphéroïdales irrégulières qui gravitent à proximité de la Voie lactée et d'autres galaxies spirales majeures. Il s'agit plus vraisemblablement de galaxies autrefois lointaines ; elles ne se seraient assez rapprochées que tout récemment de notre galaxie pour être perturbées par son champ gravitationnel.

## Nouvelles observations

Mouvement des étoiles au sein du pont magellanique, vu par le satellite Gaia.

D'après une étude de 2007, les mesures ont révélé que la vitesse des nuages de Magellan est trop rapide pour correspondre à des objets en orbite autour de notre galaxie. Cela semble indiquer que ces galaxies naines sont uniquement de passage dans la région occupée par la Voie lactée.
En 2006, à l'aide du télescope spatial Hubble, des astronomes ont mesuré le mouvement des nuages de Magellan. Ils ont observé leur déplacement par rapport à des quasars situés à des milliards d'années-lumière plus loin (constituant ainsi un fond à peu près stationnaire dans cet univers où rien ne reste vraiment immobile). Ces mesures semblent indiquer que les nuages suivent des orbites longues excentriques. Leurs trajectoires ne les auraient conduits dans le voisinage de notre galaxie qu'une seule fois auparavant depuis la naissance de l'univers.
Les nuages sont reliés entre eux par le pont magellanique, au sein duquel des étoiles en provenance du Petit Nuage se dirigent vers le Grand. Des observations du satellite Gaia ont permis de mettre en évidence ce mouvement.

## Critiques du nom
En septembre 2023, un collectif d'astronomes appellent l'Union astronomique internationale à changer les noms des deux galaxies Grand nuage de Magellan et Petit nuage de Magellan. En effet, leur nom rend hommage au navigateur Ferdinand de Magellan, critiqué pour avoir réduit en esclavage des populations autochtones et colonisé violemment des pays du sud. De surcroît, les galaxies n'ont pas été « découvertes » par le Portugais, mais étaient déjà connues des populations locales avant son arrivée. Par ailleurs, ce n'est qu'au XIXe siècle que son nom a été associé à ces amas d'étoiles.